# Horyzont geograficzny
Horyzont geograficzny – termin określający granice obszarów kuli ziemskiej znanych danemu ludowi w danym okresie historycznym. Obszar taki, zamieszkany przez ludzi i przez nich wykorzystywany, nazywano ekumeną – w przeciwieństwie do nieznanej im i uważanej za niezamieszkaną anekumeny.